# Oswald Birley
Pour les articles homonymes, voir Birley.
Sir Oswald Birley (31 mars 1880 - 6 mai 1952) est un peintre anglais, spécialisé dans les portraits, notamment des personnalités royales. 

## Biographie
Oswald Hornby Joseph Birley est né en Nouvelle-Zélande. Il appartient à une vieille famille du Lancashire. Il est l'arrière-petit-fils de Hugh Hornby Birley (en) (1778-1845).
Il prend part à la Première Guerre mondiale qu'il termine capitaine, décoré de la croix militaire en 1919. Pendant la Seconde Guerre mondiale il sert avec le grade de major dans la Home Guard.
Il est connu pour ses portraits du roi George V, de la reine Mary, du roi George VI, de la reine-mère Elizabeth, et d'Élisabeth II.
Il peint également le portrait de sir Winston Churchill, et dont des liens d'amitié l'unissent, ainsi que les généraux Eisenhower et Montgomery, l'amiral Mountbatten, notamment.
Oswald Birley est anobli en 1949, et devient sir Oswald Birley.

## Famille/Descendance
Sir Oswald Birley épouse en 1921 Mary Rhoda Vava Lecky Pike. Le couple a deux enfants :
- Maxime Birley (1922-2009), mieux connue sous le nom de Maxime de la Falaise, mannequin, d'où descendance, notamment Loulou de la Falaise (1948-2011).
- Mark Birley (1930-2007), fondateur en 1963 de la discothèque aristocratique londonienne Annabel's, du nom de son épouse, Annabel Vane-Tempest-Stewart[1] (née en 1934), d'où descendance et notamment : Robin Birley et Jane Birley ;